# Akane-banashi
Akane-banashi (あかね噺?  lit. Discurso de Akane) es una serie de manga japonés escrito por Yuki Suenaga e ilustrado por Takamasa Moue. La historia sigue a la adolescente Akane Osaki en su intento de alcanzar el rango más alto en rakugo, en parte para vengar a su padre, quien fue expulsado de la profesión seis años antes. La serie comenzó a publicarse en la revista Shūkan Shōnen Jump de Shūeisha desde el 13 de febrero de 2022, con sus capítulos recopilados en diecisiete volúmenes tankōbon hasta el momento. El rakugo de la serie está supervisado por el rakugoka profesional Keiki Hayashiya. VIZ Media obtuvo la licencia de la serie para su lanzamiento en inglés en América del Norte. Una adaptación de la serie de televisión de anime producida por Zexcs se estrenará en 2026.
Akane-banashi ha recibido una recepción positiva por parte de los críticos y fue nominado para el Next Manga Award 2022 en la categoría de manga impreso.

## Argumento
Al crecer, Akane admiraba a su padre y su rakugo; una forma tradicional japonesa de narración en la que un actor solitario, llamado rakugoka, representa una historia larga, complicada y generalmente divertida que involucra a varios personajes, que se distinguen por cambios en el tono, leves giros de la cabeza y movimientos de las manos, todo mientras está sentado en su lugar. Pero cuando estaba en la escuela primaria, su padre y todos los demás aspirantes fueron expulsados de la Escuela Arakawa durante la prueba de promoción para obtener el tercer y más alto rango de shin'uchi de rakugo. Seis años más tarde, Akane, que había estado recibiendo lecciones en secreto del antiguo maestro de su padre, se propone convertirse en shin'uchi de la Escuela Arakawa para vengar a su padre y demostrar que el rakugo es una profesión legítima.

## Personajes
Akane Osaki (桜咲朱音?)
Seiyū: Akane Yamaguchi (voz del comic), Anna Nagase (anime)
Una chica de secundaria de 17 años con un amor por el rakugo que desarrolló mientras observaba a su padre Tohru (徹?), un ex rakugoka conocido como «Shinta Arakawa» (阿良川志ん太?). Cuando era niña, se enojaba cada vez que un compañero de clase o sus padres menospreciaban a su padre por la carrera que había elegido, y odiaba que se viera obligado a renunciar a su sueño y conseguir un «trabajo de verdad». Akane se convertirá en una aprendiz formal de rakugoka, comenzando en el primer rango conocido como zenza, con Shiguma Arakawa después de graduarse de la escuela secundaria.
Shiguma Arakawa (阿良川志ぐま?)
 Seiyū: Takuya Saito
El maestro número dos de la Escuela Arakawa que se especializa en cuentos sentimentales del estilo ninjo-banashi y que enseñó al padre de Akane. Después de que expulsaron a Shinta, Shiguma se sintió incapaz de aceptar más alumnos. Pero ha estado enseñando rakugo a Akane en secreto durante los últimos seis años, y accede a aceptarla formalmente como su alumna después de que se gradúe de la escuela secundaria, lo que es inusualmente tarde.
Guriko Arakawa (阿良川ぐりこ?)
Seiyū: Masayuki Suzuki
El alumno más nuevo del maestro Shiguma que se unió poco antes de que Shinta fuera expulsado y recientemente alcanzó el segundo rango de futatsume de rakugo.
Kyoji Arakawa (阿良川享二?)
Un futatsume de 28 años en su noveno año de rakugo con el Maestro Shiguma. Desde que Shinta fue expulsado, Kyoji es el disciplinario que mantiene a raya a los otros alumnos. Su seriedad hace que las bromas de ida y vuelta en su rakugo sean aún más divertidas. Se ofrece a tomar a Akane bajo su ala.
Koguma Arakawa (阿良川こぐま?)
Un futatsume de 29 años en su undécimo año de rakugo con el maestro Shiguma. Es graduado de la Universidad de Tokio y el mejor terakoya de la Escuela Shiguma. Investiga meticulosamente cada historia de rakugo que interpreta, incluidas las costumbres diarias del período del que proviene, y se convierte en una persona completamente diferente en el escenario en cuanto a su apariencia y comportamiento.
Maikeru Arakawa (阿良川まいける?)
Un futatsume bajo el mando del maestro Shiguma.
Issho Arakawa (阿良川一生?)
 Seiyū: Yuki Tamai
El maestro número uno de la Escuela Arakawa, considerado uno de los mejores rakugoka de su generación. Hace seis años, fue el juez principal que expulsó al padre de Akane y a los demás aspirantes a shin'uchi.
Kaisei Arakawa (阿良川魁生?)
Un desagradable futatsume bajo el mando del Maestro Issho. Alcanzó ese rango a los 19 años, después de solo dos años de aprendizaje. Es particularmente hábil para retratar personajes seductores, lo que hace que sus tontos se destaquen aún más.

## Contenido de la obra

### Manga
Akane-banashi es escrito por Yuki Suenaga e ilustrado por Takamasa Moue. Comenzó su serialización en el número 11 de 2022 de la revista Shūkan Shōnen Jump, que se lanzó el 14 de febrero de 2022. El rakugo de la serie está supervisado por el rakugoka profesional Keiki Hayashiya. Habiendo tenido previamente un interés pasajero en rakugo, Moue dijo que se divirtió investigando para el manga. El columnista de Gendai Business, Kenichiro Horii, escribió que la Escuela Arakawa de Akane-banashi sigue claramente el modelo de la Escuela Tatekawa de rakugo de la vida real, cuyo maestro, Danshi Tatekawa, expulsó a un grupo de zenza en 2002, después de sentir que no estaban mostrando suficiente esfuerzo para alcanzar el rango de futatsume. Horii también señaló que el Rakugo Café que se ve en la serie sigue el modelo de un café real con un nombre similar en Jinbōchō, Tokio. Shūeisha está recopilando los capítulos individuales en volúmenes tankōbon. El primer volumen se lanzó el 3 de junio de 2022, y hasta el momento han sido publicados diecisiete volúmenes. Tanto Shūeisha como VIZ Media comenzaron a lanzar la serie en inglés el mismo día que comenzó en Japón, el primero en su sitio web y aplicación Manga Plus.

#### Lista de volúmenes
| Volumen 1 | ISBN                   | Publicado          |
| Volumen 1 | ISBN 978-4-08-883150-3 | 3 de junio de 2022 |
| |                        |                    |
| Contiene los capítulos: - 1. «En ese día» (あの日 Ano Hi?) - 2. «Seis años» (6年 6-Nen?) - 3. «Primera representación» (初高座 Hatsu Kōza?) - 4. «¿Quién es ese?» (何者 Nanimono?) - 5. «Canales adecuados» (通すべき筋 Tōsubeki Suji?) - 6. «Alumnos mayores» (兄弟子達 Anideshitachi?) - 7. «Kibataraki» (気働き?) |                        |                    |

| Volumen 2 | ISBN                   | Publicado           |
| Volumen 2 | ISBN 978-4-08-883193-0 | 4 de agosto de 2022 |
| |                        |                     |
| Contiene los capítulos: - 8. «Con el fin de entretener» (喜んでもらう為に Yorokonde Morau Tame Ni?) - 9. «Después del placer» (喜びの先 Yorokobi no Saki?) - 10. «Modelo» (背中 Senaka?) - 11. «Miope» (短絡的 Tanraku Teki?) - 12. «La soñadora» (夢見るあの子 Yumemiro Ano Ko?) - 13. «Objetivo y condición» (目的と条件 Mokuteki to Jōken?) - 14. «El tipo que guarda rencor» (根に持つタイプ Nenimotsu Taipu?) - 15. «El rakugo de Koguma» (こぐまの落語 Koguma no Rakugo?) - 16. «La Copa Karaku comienza» (可楽杯開幕 Karaku Hai Kaimaku?) |                        |                     |

| Volumen 3 | ISBN                   | Publicado            |
| Volumen 3 | ISBN 978-4-08-883260-9 | 4 de octubre de 2022 |
| |                        |                      |
| Contiene los capítulos: - 17. «Las preliminares de la Copa Karaku» (可楽杯予選 Karaku Hai Yosen?) - 18. «Cállate» (せからしか Sekarashika?) - 19. «Las finales de la Copa Karaku» (可楽杯本選 Karaku Hai Honsen?) - 20. BM - 21. «El rakugo de Hikaru» (ひかるの落語 Hikaru no Rakugo?) - 22. «Como intérprete» (表現者として Hyōgensha Toshite?) - 23. «Calma» (凪 Nagi?) - 24. «Bendiciones infinitas» (寿限り無し Kotobuki Kagiri Nashi?) - 25. «El escenario que desaparece» (消える高座 Kieru Kōza?) |                        |                      |

| Volumen 4 | ISBN                   | Publicado              |
| Volumen 4 | ISBN 978-4-08-883419-1 | 2 de diciembre de 2022 |
| |                        |                        |
| Contiene los capítulos: - 26. «Donde perteneces» (来ていい場所 Kite Ii Basho?) - 27. «Conversación» (座談会 Zadankai?) - 28. «Estoy agradecida» (よかった Yokatta?) - 29. «Un mundo maravilloso» (素敵な世界 Suteki na Sekai?) - 30. «Antes de ser un rakugoka» (落語家である前に Rakugoka de Aru Mae ni?) - 31. «Comienza el entrenamiento de Zenza» (前座修行開幕 Zenza Shugyō Kaimaku?) - 32. «Yasaka-Tei» (弥栄亭?) - 33. «Un lugar de aprendizaje» (修練の場 Shūren no Ba?) - 34. «Escucha de fondo» (捨て耳 Sute Mimi?) |                        |                        |

| Volumen 5 | ISBN                   | Publicado          |
| Volumen 5 | ISBN 978-4-08-883427-6 | 3 de marzo de 2023 |
| |                        |                    |
| Contiene los capítulos: - 35. «El acto de apertura» (開口一番 Kaikōichiban?) - 36. «El valor de un fan» (扇子一本分 Sensu Ippon-bun?) - 37. «Rakugo Quest» (落語クエスト Rakugo Kuesuto?) - 38. «Modales y etiqueta» (礼儀と作法 Reigi to Sahō?) - 39. «Ōkanban» (大看板?) - 40. «La imagen de la grandeza» (傑物の背 Ketsubutsu no Se?) - 41. «Sharaku el que no enseña» (師資不承のしゃ楽 Shishibushō no Sharaku?) - 42. «Evaluación» (値踏み Nebumi?) - 43. «El Chico Bendecido» (麒麟児 Kirinji?) |                        |                    |

| Volumen 6 | ISBN                   | Publicado          |
| Volumen 6 | ISBN 978-4-08-883492-4 | 2 de junio de 2023 |
| |                        |                    |
| Contiene los capítulos: - 44."Primera Practica del Camino" (初めての出稽古 Hajimete no Degeiko?) - 45."Dos Pasos" (二つの手順 Futatsu no Suteppu?) - 46."Cita" (デート Dēto?) - 47."Ir a por el Té" (お茶汲み Ochakumi?) - 48."Ir a por el Té, Parte 2" (お茶汲み② Ochakumi②?) - 49."Ir a por el Té Tea, Parte 3" (お茶汲み③ Ochakumi③?) - 50."El deseo de la Maestra" (師匠の望み Shishō no Nozomi?) - 51."Pez Dorado" (金魚割り Kingyowari?) - 52."Encarnación" (体現者 Taigensha?) - 53. (おもしろい報せ Omoshiroi Shirase?) |                        |                    |

| Volumen 7 | ISBN                   | Publicado           |
| Volumen 7 | ISBN 978-4-08-883592-1 | 4 de agosto de 2023 |
| |                        |                     |
| Contiene los capítulos: - 54. (前座錬成会 Zenza Renseikai?) - 55. (錬成会の空気 Renseikai no Kūki?) - 56. (彼女がいる Kanojo ga Iru?) - 57. (落語の沼 Rakugo no Numa?) - 58. (芸の骨格 Gei no Kokkaku?) - 59. (難しい三択 Muzukashī Santaku?) - 60. (たった一面 Tatta Ichimen?) - 61. (タイムマシン Taimu Mashin?) - 62. (審査基準 Shinsa Kijun?) |                        |                     |

| Volumen 8 | ISBN                   | Publicado            |
| Volumen 8 | ISBN 978-4-08-883691-1 | 4 de octubre de 2023 |
| |                        |                      |
| Contiene los capítulos: - 63. (相性最悪 Aishō Saiaku?) - 64. (くだらんね Kuradanne?) - 65. (一番は Ichiban wa?) - 66. (忘れようか Wasureyō ka?) - 67. (あの日のまま Ano Hi no Mama?) - 68. (強すぎる思い Tsuyosugiru Omoi?) - 69. (おっ父の魔法 Ottō no Mahō?) - 70. (落語家 阿良川志ん太 Rakugoka Arakawa Shinta?) - 71. (解像度 Kaizōdo?) |                        |                      |

| Volumen 9 | ISBN                   | Publicado              |
| Volumen 9 | ISBN 978-4-08-883791-8 | 4 de diciembre de 2023 |
| |                        |                        |
| Contiene los capítulos: - 72. (替り目 Kawarime?) - 73. (勝者は Shō-sha wa?) - 74. (志喜彩祭 Shikisai Sai 1?) - 75. (志喜彩祭② Shikisai Sai 2?) - 76. (志喜彩祭③ Shikisai Sai 3?) - 77. (燃えてますよ Moetemasuyo?) - 78. (軽薄な男 Keihaku na Otoko?) - 79. (標に成り得る男 Shirube ni Nari Uru Otoko?) - 80. (大看板・今昔亭ちょう朝 Ookanban Konjakutei Chōchō?) |                        |                        |

| Volumen 10 | ISBN                   | Publicado          |
| Volumen 10 | ISBN 978-4-08-883822-9 | 4 de marzo de 2024 |
| |                        |                    |
| Contiene los capítulos: - 81. (大看板・今昔亭ちょう朝② Ookanban Konjakutei Chōchō 2?) - 82. (“陽”〟の芸 "Yō" no Gei?) - 83. (丁半博打 Chōhan Bakuchi?) - 84. (現在地 Genzaichi?) - 85. (私の秘策 Watashi no Hisaku?) - 86. (新風会 Shinpūkai?) - 87. (外付けの自信 Sotozuke no Jishin?) - 88. (舐めやがって Nameyagatte?) - 89. (狸の噺 Tanuki no Hanashi?) |                        |                    |

| Volumen 11 | ISBN                   | Publicado         |
| Volumen 11 | ISBN 978-4-08-884023-9 | 2 de mayo de 2024 |
| |                        |                   |
| Contiene los capítulos: - 90. (この風は心地いい Kono Kaze wa Kokochiī?) - 91. (用事があるんで Yōjigārunde?) - 92. (十八番 Ohako?) - 93. (私の言葉 Watashi no Kotoba?) - 94. (事件だよ Jikendayo?) - 95. (久しぶり Hisashiburi?) - 96. (たかが落語だ Takaga Rakugo da?) - 97. (微笑ましい Hohoemashi?) - 98. (芸と仁 Gei to Nin?) |                        |                   |

| Volumen 12 | ISBN                   | Publicado          |
| Volumen 12 | ISBN 978-4-08-884114-4 | 4 de julio de 2024 |
| |                        |                    |
| Contiene los capítulos: - 99. (もう一つの効果 Mōhitotsu no Kōka?) - 100. (落語ヴァース Rakugouāsu?) - 101. (だからだよ Dakaradayo?) - 102. (怒髪天 Dohatsuten?) - 103. (緊緩 Kinkan?) - 104. (あの日の約束 Ano Hi no Yakusoku?) - 105. (口出し無用 Kuchidashi Muyō?) - 106. (今日の主役 Kyō no Shuyaku?) - 107. (昔の名 Mukashi no Na?) |                        |                    |

| Volumen 13 | ISBN                   | Publicado               |
| Volumen 13 | ISBN 978-4-08-884165-6 | 4 de septiembre de 2024 |
| |                        |                         |
| Contiene los capítulos: - 108. (我慢 Gaman?) - 109. (範 Han?) - 110. (一番弟子 Ichiban Deshi?) - 111. (軽過ぎる Karusugiru?) - 112. (ジリ貧 Jirihin?) - 113. (本来の姿 Honrai no Sugata?) - 114. (陰陽 Inyō?) - 115. (ケジメ Kejime?) - 116. (審査結果 Shinsa Kekka?) |                        |                         |

| Volumen 14 | ISBN                   | Publicado              |
| Volumen 14 | ISBN 978-4-08-884284-4 | 1 de noviembre de 2024 |
| |                        |                        |
| Contiene los capítulos: - 117. (様になったな Sama ni Natta na?) - 118. (任せたぞ Makasetazo?) - 119. (一端の落語家 Ippashi no Rakugoka?) - 120. (歩む道 Ayumu Michi?) - 121. (師匠のおかげ Shishō no Okage?) - 122. (志ぐま一門らしさ Shiguma Ichimon Rashisa?) - 123. (志ぐまの高座 Shiguma no Kōza?) - 124. (想像の余地 Sōzō no Yochi?) - 125. (❝引き算❞の芸 ❝Hikizan❝ no Gei?) |                        |                        |

| Volumen 15 | ISBN                   | Publicado            |
| Volumen 15 | ISBN 978-4-08-884431-2 | 4 de febrero de 2025 |
| |                        |                      |
| Contiene los capítulos: - 126. (打ち上げ Uchiage?) - 127. (ムチャブリ Muchaburi?) - 128. (いよいよ Iyoiyo?) - 129. (落語ですか? Rakugo desu ka??) - 130.«Caos» (ぐちゃぐちゃ Guchagucha?) - 131.«Disolución» (解体 Kaitai?) - 132.«Recordando» (思い出す Omoidasu?) - 133.«Existe un mañana» (明日がある Ashitagāru?) - 134.«Lo tienes todo» (何でもある Nani Demo aru?) |                        |                      |

| Volumen 16 | ISBN                   | Publicado          |
| Volumen 16 | ISBN 978-4-08-884449-7 | 4 de abril de 2025 |
| |                        |                    |
| Contiene los capítulos: - 135.«Los discípulos» (弟子入り Deshiiri?) - 136.«Sigue habiendo esperanza» (死んでない Shin Denai?) - 137.«Qué se le va a hacer» (しゃあねえか Sha anē ka?) - 138.«Su gran momento» (晴れ舞台 Hare Butai?) - 139.«La creación de una nueva escuela» (旗上げ Hata Age?) - 140.«Dura de roer» (強か Shitataka?) - 141.«El fin del aprendizaje como zenza» (前座修業閉幕 Zenza Shūgyō Heimaku?) |                        |                    |

| Volumen 17 | ISBN                   | Publicado          |
| Volumen 17 | ISBN 978-4-08-884559-3 | 4 de junio de 2025 |
| |                        |                    |
| Contiene los capítulos: - 142.«Un nuevo camino» (新たな歩み Aratana Ayumi?) - 143.«Qué miedo» (こわいこわい Kowai Kowai?) - 144.«Está en mí» (在る Aru?) - 145.«No te la pierdas» (見てなよ Mitenayo?) - 146.«He vuelto» (帰ってきた Kaettekita?) - 147.«Podría ser la mejor» (最強かもよ Saikyō Kamo yo?) - 148.«Se abre el telón de sus días como futatsume» (二ツ目編 開演 Futatsume-hen Kaien?) - 149.«Se levanta la prohibición» (解く Hodoku?) - 150.«Estás errando el tiro» (お門違い Okadochigai?) |                        |                    |

| Volumen 18 | ISBN                   | Publicado               |
| Volumen 18 | ISBN 978-4-08-884650-7 | 4 de septiembre de 2025 |
|            |                        |                         |

#### Capítulos que aún no están en formatotankōbon
Estos capítulos aún no se han publicado en un volumen tankōbon. Fueron serializados en Shūkan Shōnen Jump.
- 151.«Cuestión de principios» (決めごと Kimegoto?)
- 152.«Sus verdaderos motivos» (彼の真意 Kare no Shin'i?)
- 153.«Una pérdida» (損なう Sokonau?)
- 154.«No me prendo» (燃えん Moen?)
- 155.«Aarf» (はぁ Hā?)
- 156.«No aparta los ojos» (頭抜けてる Zunuke Teru?)
- 157.«Pura palabrería» (口だけ Kuchidake?)
- 158.«Quiero lograrlo todo» (取りにいく Tori ni Iku?)
- 159.«Crecimiento» (伸びたね Nobita ne?)
- 160.«Ella también participa» (彼女もいる Kanojo mo Iru?)
- 161.«Podrías acabar ganando» (勝っちまうんじゃ Katchimau n ja?)
- 162.«Esto no es todo lo que tienes, ¿verdad?» (こんなもんじゃないだろ Kon'na mon Janai Daro?)
- 163.«La final» (本選 Honsen?)
- 164.«Evidente para todo el mundo» (誰が見ても明らか Dare ga Mite mo Akiraka?)
- 165.«Más de lo que me imaginaba» (思っていたより Omotte ita Yori?)
- 166.«Te hará brillar» (煌かせる Kirameka Seru?)
- 167.«Dispuesta a todo» (差し出す覚悟 Sashidasu Kakugo?)
- 168.«He mejorado» (私は強くなった Watashi wa Tsuyoku Natta?)
- 169.«El falso clásico» (偽りの古典 Itsuwari no Koten?)
- 170.«El estilo Sanmeitei» (三明亭の型 Sanmeitei no Kata?)

### Anime
Se anunció una adaptación televisiva de anime el 4 de agosto de 2025. Será producida por Zexcs y dirigida por Ayumu Watanabe. La composición de la serie estará a cargo de Michihiro Tsuchiya, el diseño de personajes estará a cargo de Kii Tanaka, quien también será el director de animación principal, y la música estará a cargo de Akio Izutsu. La serie se estrenará en 2026 en el bloque de programación IMAnimation de TV Asahi y sus filiales, así como en BS Asahi.

### Otros medios
Akane-banashi está recibiendo una adaptación de cómic en movimiento, donde los actores de voz, la música y los efectos de sonido se escuchan mientras las imágenes del manga aparecen en la pantalla. Los episodios se cargan en el canal oficial de YouTube de Jump Comics, con la primera parte del capítulo uno cargada el 4 de junio de 2022. Akane y su padre son interpretados por Akane y Kappei Yamaguchi. Además de ser padre e hija, los Yamaguchi también son rakugoka.

## Recepción
Para septiembre de 2022, los volúmenes recopilatorios de Akane-banashi tenían más de 200 mil copias en circulación y el volumen uno se ha reimpreso cuatro veces.
La serie ha sido recomendada por Eiichirō Oda y Hideaki Anno. Fue nominado para el Next Manga Award 2022 en la categoría de manga impreso y ocupó el tercer lugar entre 50 nominados.
Steven Blackburn de Screen Rant elogió el primer capítulo de Akane-banashi. Escribió que el cambio repentino en los protagonistas de Shinta, «un héroe estereotipado que encarna todo lo que hace que un manga shōnen tenga éxito», a Akane, una heroína poco convencional que es esencialmente una niña prodigio, ya hace que este último personaje sea convincente. «Esa es una dinámica difícil de lograr, pero Akane-banashi de alguna manera ha tenido éxito incluso antes de que comience». En una reseña de Multiversity Comics, Zach Wilkerson le dio al primer capítulo «inmensamente encantador y bien elaborado» una calificación de 8.5, con un elogio particular por el arte de Moue. En mayo de 2022, Kota Mukaihara de Real Sound escribió que, aunque el progreso de Akane en rakugo parece ser inusualmente rápido y fluido, ya que aún no se enfrenta a un desafío difícil o falla en algo, esto permite a los lectores ver su crecimiento sin estrés innecesario. Especuló que, si bien esto podría deberse simplemente a que el manga aún es nuevo y necesita desarrollarse rápidamente para ganar impulso, enfatiza la inteligencia de Akane y la profundidad de su determinación y es un testimonio del encanto de los personajes y la habilidad con que se escribe la historia. Mukaihara también escribió que si bien la personalidad extrovertida y la habilidad sin precedentes de Akane la hacen parecer una inconformista, su positividad y su naturaleza realista la convierten en un personaje agradable.